# USS LST-805
O USS LST-805 foi um navio de guerra norte-americano da classe LST que operou durante a Segunda Guerra Mundial.